# SN 1989H
SN 1989H – supernowa odkryta 7 lutego 1989 roku w galaktyce M+06-30-64. W momencie odkrycia miała maksymalną jasność 20,00m.